# Gluboki
Gluboki (en rus: Глубокий) és un poble (un khútor) del krai de Stàvropol, a Rússia, que en el cens del 2010 tenia 49 habitants. Pertany al districte rural de Zelenokumsk.